# Benthosema
A Benthosema a sugarasúszójú halak (Actinopterygii) osztályának Myctophiformes rendjébe, ezen belül a gyöngyöshalfélék (Myctophidae) családjába tartozó nem.

## Rendszerezés
A nembe az alábbi 5 faj tartozik:
- Benthosema fibulatum (Gilbert & Cramer, 1897)
- Benthosema glaciale (Reinhardt, 1837)
- Benthosema panamense (Tåning, 1932)
- Benthosema pterotum (Alcock, 1890)
- Benthosema suborbitale (Gilbert, 1913)

## Források

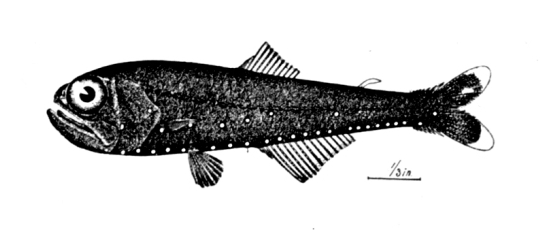
Benthosema glaciale